# Давыдо-Никольское
Давыдо-Никольское (укр. Давидо-Микільське) — село в Краснодонском районе Луганской области Украины. Де факто — с 2014 года населённый пункт контролируется самопровозглашённой Луганской Народной Республикой. Центр Давыдо-Никольского сельсовета.

## География
Село расположено на правом берегу Северского Донца (бассейн Дона), по руслу которого к востоку от населённого пункта проходит граница Украины и России. Соседние населённые пункты: сёла Большой Суходол (ниже по течению Северского Донца) на юго-востоке, Радостное, Липовое, Габун и Белоскелеватое на юго-западе, Огульчанск, Водоток, Ивановка на западе, Кружиловка (выше по течению Северского Донца) на севере, Пархоменко (выше по течению Северского Донца) и Хорошилово на северо-западе.

## Население
Население по переписи 2001 года составляло 873 человека.

## Общие сведения
Почтовый индекс — 94460. Телефонный код — 6435. Занимает площадь 4 км². Код КОАТУУ — 4421483001.

## Местный совет
94460, Луганская обл., Краснодонский р-н, с. Давыдо-Никольское, ул. Комсомольская, 1а; тел. 99-6-24